# Всемирный день мальбека
Всемирный день мальбека (исп. Día Mundial del Malbec) — проводящееся ежегодно 17 апреля событие, в ознаменование дня, когда президент Аргентины Доминго Фаустино Сармьенто официально провозгласил своей целью преобразование аргентинской винодельческой промышленности.
17 апреля 1853 года президент Сармьенто поручил французскому агроному Мишелю Эме Пуже перенести в Аргентину новые лозы. Среди привезенных Пуже сортов был и мальбек. Пуже адаптировал французские сорта к разнообразным терруарам Аргентины. Десять лет спустя  регион Роны поразила Великая французская винная болезнь. Тем временем Мальбек прижился в Аргентине, позволяя создавать вина, значительно превосходящие французские. Несколько десятилетий спустя, в 1956 году, Франция столкнулась с еще одним бедствием: заморозки уничтожили большинство виноградников мальбека.
В последующие годы, особенно в девяностых, Аргентина позиционировала мальбек как свой главный сорт. Под мальбек было занято более 5000 гектар земли, и он стал безусловным лидером экспорта страны. Любители вина во всем мире, особенно в США, открыли для себя и высоко ценят аргентинский мальбек.

## История праздника
Всемирный день мальбека был установлен в 2011 году по инициативе компании Wines of Argentina, распространяющей аргентинское вино по всему миру. По мнению Лис Клеман, руководителя отдела маркетинга и коммуникаций, этот праздник поможет позиционировать мальбек как одну из жемчужин аргентинского вина. Благодаря превосходному качеству аргентинского мальбека, стало возможным позиционировать Аргентину как один из главных мировых энологических центров.

## Современное состояние
В настоящее время мероприятия, посвященные мальбеку, аргентинской еде и образу жизни проводятся  более чем в 60 городах мира. Каждый год создается тема, связывающая мальбек и аргентинскую культуру.